# Chiesa di San Quintino (Longeville-lès-Metz)
La Chiesa di San Quintino (in lingua francese: Église Saint-Quentin) è una chiesa cattolica di Longeville-lès-Metz, in Francia. Eretta nel 1867 in stile neogotico, sorge nel quartiere di Longeville-Centre ed è la più antica chiesa del comune alle porte di Metz.

## Storia

### La chiesa
La chiesa di San Quintino fu edificata in luogo di una precedente chiesa parrocchiale risalente al 1802. Divenuta ormai vetusta, fu deciso di rimpiazzare l'antica chiesa con una nuova nel 1866. Tuttavia, per realizzare il progetto, che prevedeva la costruzione di un edificio più grande, l'abate del posto dovette convincere la proprietaria delle scuderie attigue alla chiesa a cederle alla curia.
I lavori di edificazione della nuova chiesa iniziarono dunque nel 1867: l'edificio, in stile neogotico e realizzato in calcestruzzo e in pietra di Jaumont, fu dotato di una pianta basilicale e diviso in tre navate. Le pareti interne furono decorate con dipinti neogotici, i quali furono poi ricoperti durante i restauri del 1968. Il campanile della chiesa di San Quintino, inizialmente costruito insieme al resto della chiesa, fu invece completamente rifatto nel 1880: diviso su tre livelli, è alto 38 metri.

### La grotta di Notre-Dame de Lourdes

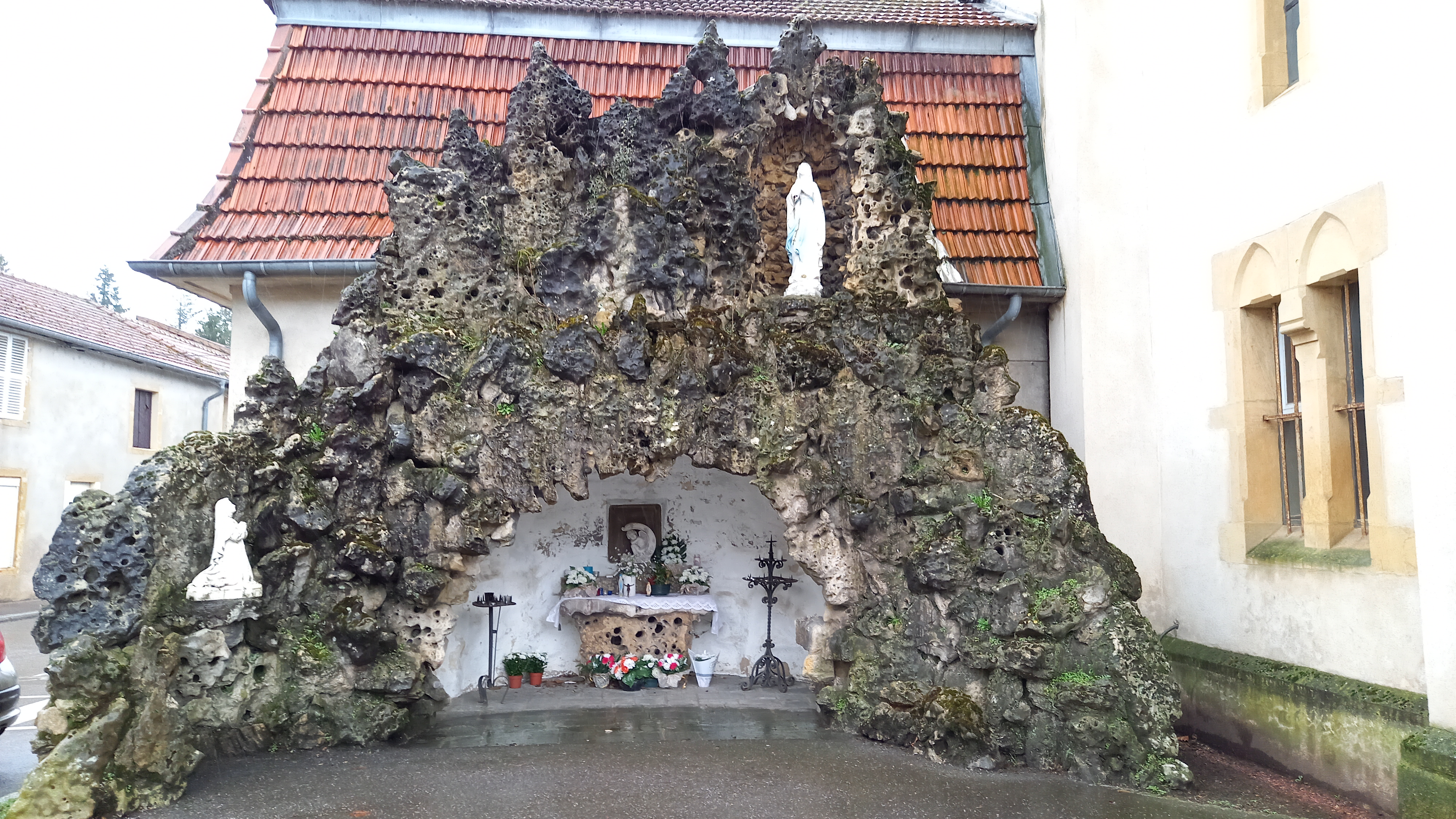
Grotta di Notre-Dame de Lourdes

Peculiare della chiesa di San Quintino è la grotta di Notre-Dame de Lourdes, che riproduce quella di Massabielle, protagonista delle apparizioni della Vergine Maria cui avrebbe assistito Bernadette Soubirous nel 1858.
In un primo momento sita nel transetto della chiesa, all'inizio del XX secolo fu deciso di spostarla all'esterno, in un giardino attiguo, al fine di attrarre l'attenzione dei fedeli e fare di Longeville-lès-Metz una piccola meta di pellegrinaggio.